# Soroca
Soroca (dříve Soroki) je město v Moldavsku, které je správním centrem stejnojmenného okresu. Žije v něm okolo 22 000 obyvatel (převážně Moldavanů) a je osmým největším městem v zemi. Nachází se 160 km severně od Kišiněva na řece Dněstru, která tvoří státní hranici s Ukrajinou.
Město vzniklo z obchodní osady Janovanů nazvané Olicronia, první písemná zmínka pochází z roku 1499. Jeho dominantou a hlavní turistickou atrakcí je kamenná pevnost, která byla založena za vlády Štěpána III. Velikého a Petru Rareș ji v polovině 16. století nechal přebudovat do stávající podoby. S pevností je spojena legenda o čápovi, který přinesl do obležené pevnosti v zobáku hrozny. Významnou památkou je také katedrála Nanebevzetí Panny Marie z roku 1842. V roce 2004 byla postavena „Svíce vděku“, třicetimetrový pomník moldavským národním buditelům, sloužící také jako maják a rozhledna. Nedaleko města se nachází chráněné území Râpa lui Bechir.
Město je centrem potravinářského průmyslu. Existovala zde početná židovská komunita, která byla vyvražděna za druhé světové války. Ve 21. století jsou významnou menšinou Romové, soustředění v lokalitě zvané Cikánský kopec vyznačující se bizarní architekturou.